# Вилби Великолепный
«Вилби Великолепный» (англ. Wilby Wonderful) — трагикомедия режиссёра Дэниэля Макайвора.
Мировая премьера состоялась 13 сентября 2004 года.

## Сюжет
Фильм показывает одни сутки из жизни маленького островного городка Вилби в Новой Шотландии. Действие разворачивается вокруг нескольких персонажей, линии которых постоянно пересекаются.
Запутавшийся в себе полицейский Бадди не выказывает никакого рвения в расследовании единственного крупного уголовного дела, заведённого в Вилби за последние несколько лет. Жена Бадди Кэрол всю себя отдаёт работе, не замечая серьёзных проблем, давно назревших в их браке.
Недавно вернувшаяся на остров Сандра пытается как-то разобраться в своей бурной личной жизни и наладить контакт с 16-летней дочерью Эмили. В свою очередь Эмили не хочет повторить ошибки молодости матери и по этому никак не может решиться на первый в своей жизни сексуальный опыт.
Нечистый на руку мэр Фишер надеется успеть до окончания срока провернуть выгодное дельце. Его дочь Маккензи ненавидит Вилби и мечтает вырваться на материк.
Грустный владелец видеомагазина Дэн на волне разгоревшегося в городе гей-скандала весь день пытается свести счёты с жизнью. А преследующий его разнорабочий Даг, как ангел-хранитель всегда умудряется появиться в нужный момент, чтобы предотвратить очередной необдуманный поступок кого-нибудь из горожан.
Все эти люди вертятся в круговороте своих страхов, радостей, переживаний, надежд и желаний. И каждый должен, в конце концов, решить, чего же он действительно хочет от жизни и по какому пути следовать.

## В ролях
| Актёр            | Роль            |
| ---------------- | --------------- |
| Джеймс Аллоди    | Дэн Джарвис     |
| Мори Чайкин      | мэр Брент Фишер |
| Пол Гросс        | Бадди Френч     |
| Ребекка Дженкинс | Сандра Андерсон |
| Сандра О         | Кэрол Френч     |
| Эллен Пейдж      | Эмили Андерсон  |
| Каллум Кит Ренни | Дак Макдональд  |
| Дэниэл Макайвор  | Стэн Ластман    |
| Кэтрин МакЛеллан | Дина            |

| Актёр             | Роль             |
| ----------------- | ---------------- |
| Мэри Эллен МакЛин | Ирэн             |
| Сюзанна Хоффман   | Элейн Фишер      |
| Caleb Langille    | Тайлер           |
| Терри Сэндерсон   | репортёр         |
| Крис Сэундерсон   | фотограф         |
| Патрик Килер      | стюарт”          |
| Джиллиан Андерсон | медсестра”       |
| Аллан Хоуко       | радиокомментатор |
| Ханна Гросс       | девочка в отеле  |

## Съёмочная группа
- Режиссёр: Дэниэл Макайвор[англ.]
- Продюсеры: Камелиа Фриберг, Женев Эпплтон, Джо Фриберг, Шерри Джонсон, Стефен Дж. Тернбулл
- Сценарист: Дэниэл Макайвор[англ.]
- Композитор: Майкл Тимминс
- Оператор: Рудольф Блахачек
- Монтажёр: Майк Мунн
- Художники: Эмануэл Яннаш, Энн Бромли, Лин Чэпман, Йен Грег

## Награды и номинации
| Награды и номинации                        | Награды и номинации                 | Награды и номинации                     | Награды и номинации |
| Награда                                    | Категория                           | Номинант                                | Результат           |
| ------------------------------------------ | ----------------------------------- | --------------------------------------- | ------------------- |
| 2004 — Атлантический кинофестиваль         | «Лучшая женская роль»               | Эллен Пейдж                             | Победа              |
| 2004 — Vancouver Film Critics Circle Award | «Лучшая женская роль второго плана» | Ребекка Дженкинс                        | Победа              |
| 2005 — премия «Джини»                      | «Лучший саундтрек»                  | Ребекка Дженкинс («Something’s coming») | Номинация           |
| 2005 — премия «Джини»                      | «Лучшая женская роль второго плана» | Эллен Пейдж                             | Номинация           |
| 2006 — Chlotrudis Awards                   | «Лучший актерский состав»           |                                         | Номинация           |
| 2006 — Chlotrudis Awards                   | «Лучший сценарий»                   | Дэниэл МакАйвор                         | Номинация           |
| 2006 — Chlotrudis Awards                   | «Лучшая женская роль второго плана» | Сандра О                                | Номинация           |

## Интересные факты
- Съёмки картины проходили с 21 июля по 25 августа в Шелберне[1]
- Первоначально фильм должен был называться «Honey», но в 2003 году на экраны вышла одноимённая картина с Джессикой Альбой в главной роли, поэтому название решено было изменить.
- Мори Чайкин и Сюзанна Хоффман, сыгравшие супругов Фишер, в реальной жизни были женаты.
- Ребекка Дженкинс и Эллен Пейдж (Сандра и Эмили Андерсон) ранее уже играли родственников в драме «Мост Марион»